# The Devlins
The Devlins est un groupe de rock alternatif irlandais, originaire de Dublin.

## Biographie
Leur premier album, Drift, produit par Daniel Lanois et enregistré au studio Lanois' New Orleans, est publié en 1993, Quatre ans plus tard, ce premier opus atteint le statut de disque d'or. Au début de 1999, les frères emménagent dans une vieille maison à Kinsale, County Cork. Ils y bâtissent leur studio et enregistrent leur troisième album, Consent, leur premier essai en matière d'ingénierie-son. Publié au début de 2002, l'album est mixé par Mark Hawley et Marcel Van Limbeek de l'équipe de production Tori Amos. Trois ans plus tard, les frères Devlin se joignent à l'ingénieur Danton Supple (Coldplay, Doves, Starsailor) pour leur album Waves en janvier 2005.
Avec une musique folk rock mélodieuse et raffinée, ils font connaitre au grand public par des titres de bandes originales, comme Waiting (issu de l'album du même nom), remixé en 2002 et apparue dans le premier épisode de Six Feet Under. Du même album, on retrouvera le titre World Outside dans le film Closer. Colin Devlin, principal chanteur et compositeur du groupe réalise un premier album solo qui sort le 16 décembre 2009 sur son site officiel. L'album s'intitule Democracy of One.

## Discographie

### Albums studio
- 1993 : Drift (20 avril)
- 1997 : Waiting (23 septembre)
- 2002 : Consent  (14 octobre)
- 2005 : Waves (14 mars)